# 韮山峠インターチェンジ
韮山峠インターチェンジ（にらやまとうげインターチェンジ）は、静岡県伊豆の国市にある伊豆スカイラインのインターチェンジである。

## 接続する道路
- 直接接続
  - 市道（富士見パークウェイ）

## 周辺
- 富士箱根カントリークラブ

## 隣
伊豆スカイライン
玄岳IC - 韮山峠IC - 山伏峠IC